# 白水湖春夢
《白水湖春夢》是台灣小說家蕭麗紅的一本長篇小說，全書以華語、台語互相混雜寫成。